# Municipalità locale di Emnambithi/Ladysmith
La municipalità locale di Emnambithi-Ladysmith  (in inglese Emnambithi/Ladysmith Local Municipality) è stata una municipalità locale del Sudafrica appartenente alla municipalità distrettuale di Uthukela, nella provincia di KwaZulu-Natal. In base al censimento del 2001 la sua popolazione era di 225.458 abitanti.
È stata soppressa nel 2016, quando si è fusa con la municipalità locale di Indaka per costituire la municipalità locale di Alfred Duma.
La sede amministrativa e legislativa era la città di Ladysmith e il suo territorio si estendeva su una superficie di 2.964 km² ed era suddiviso in 25 circoscrizioni elettorali (wards). Il suo codice di distretto era KZN232.

## Geografia fisica

### Confini
La municipalità locale di Emnambithi/Ladysmith confinava a nord con quella di Dannhauser (Amajuba), a est con quelle di Endumeni (Umzinyathi) e Indaka, a sud con quella di Umtshezi, a sud e a ovest con quella di Okhahlamba e a ovest con quelle di Matjhabeng (Lejweleputswa/Free State) e Phumelela (Thabo Mofutsanyane/Free State).

### Città e comuni
- Abantungwa/Kholwa
- Besters
- Biggarsberg
- Brakwal
- Craigsforth
- Colenso
- Colworth
- Cundycleugh
- Driefontein
- Elandslaagte
- Ezakheni
- Fort Mistake
- Hart's Hill
- Kliprivier
- Kliprivier NU
- Ladysmith
- Mthembu
- Matiwane
- Mchunu
- Mthembu
- Mvelani
- Nkankezi
- Pepworth
- Pieters
- Roosboom
- Sand River Valley
- Smith's Crossing
- Umbulwana
- Van Reenen

### Fiumi
- Braamhoekspruit
- Dwars
- Dewdrop Strema
- Manzamnyama
- Mhlonyane
- Mhlwane
- Middelspruit
- Modderspruit
- Ngogo
- Klip
- Sand
- Sandspruit
- Sundays
- Tatiana

### Dighe
- Windsor Dam